# 戦力外通告 (小説)
『戦力外通告』（せんりょくがいつうこく）は、藤田宜永による日本の小説。50代男女の群像劇。
『中日新聞』にて約1年間にわたって連載され、2007年に講談社より発行された。
WOWOWの『ドラマW』にて映像化され、2009年2月21日に放送された。

## あらすじ
中堅のアパレル・鳥本で社長の片腕として働いていた宇津木は、社長の突然の死去によって、会社から「戦力外通告」を受け、閑職へ飛ばされ、会社に辞表を叩き付けた。しかし、軽い気持ちで考えていた再就職が、今のご時勢で再就職先も見つからず、妻の恵理子が働き始めたことで、家庭にも冷たい風が吹き始める。そんな時、中学生時代の同級生仲間で、資金不足で中止になりそうな故郷のお祭りを再興しよう、ということになった。

## テレビドラマ
WOWOWのオリジナルドラマ製作プロジェクト『ドラマW』の作品として製作され、2009年2月21日に放送された。

### 出演者
- 宇津木秀明：中村雅俊
- 宇津木恵理子：風吹ジュン
- 塚本晶子：真野響子
- 芹沢良二：高田純次
- 菱川暁夫：北見敏之
- 鳥本静一：布川敏和
- 北林健吾：渡辺哲
- 横手庄一：松澤一之
- 天野宏子：烏丸せつこ
- 天野修一：斉藤暁
- 三原英美：芦川よしみ
- 磯田好司：伊吹吾郎
- 鳥本光太郎：穂積隆信

### スタッフ
- 原作：藤田宜永
- 監督：花堂純次
- 脚本：矢島正雄
- プロデューサー：井上衛、吉田由二